# Beautiful Ruin
Beautiful Ruin (с англ. — «Прекрасные руины») — мини-альбом американской металкор-группы Converge, выпущенный 29 июня 2018 года на лейблах Epitaph и Deathwish. Данное EP состоит из четырёх композиций, которые были записаны во время сессий The Dusk in Us. Он был спродюсирован гитаристом Converge Куртом Баллу и оформлен вокалистом группы Джейкобом Бэнноном.

## Предыстория и запись
3 ноября 2017 года Converge выпустили свой девятый альбом The Dusk in Us. В течение весны 2017 года для альбома было написано и записано 18 песен, но только 13 из них вошли в альбом. Одна из пяти песен, не вошедших в альбом, «Eve», была выпущен в качестве би-сайда к ведущему синглу альбома «I Can Tell You About Pain».
Гитарист Курт Баллу заявил, что группа настроена на то, чтобы в какой-то момент выпустить оставшиеся четыре песни: 

Мы все разошлись во мнениях относительно того, какие песни были самыми сильными и какие из них стали лучшей записью. Я думаю, мы все одинаково недовольны тем, что получилось в альбоме. Это был компромисс. Некоторые песни в этом альбоме, на самом деле, самые слабые из всех, что мы записали, а те, которых нет в альбоме, — самые сильные. Мы просто пока не совсем уверены, как будем их выпускать. Будет ли это би-сайд или мини-альбом, мы пока не знаем.

## Выпуск и продвижение
28 июня 2018 года группа загрузила на свою страницу в Instagram небольшую серию изображений, которые вместе составляют обложку мини-альбома, а в хэштегах упоминается название мини-альбома. Днём позже, 29 июня, EP был официально выпущен лейблами Epitaph и Deathwish вместе с музыкальным клипом на песню «Melancholia», снятым режиссёром Тони Вольски.

## Список композиций
Все тексты написаны Джейкобом Бэнноном, вся музыка написана группой Converge.
| №                   | Название             | Длительность |
| ------------------- | -------------------- | ------------ |
| 1.                  | «Permanent Blue»     | 2:24         |
| 2.                  | «Churches and Jails» | 1:27         |
| 3.                  | «Melancholia»        | 1:29         |
| 4.                  | «Beautiful Ruin»     | 1:23         |
| Общая длительность: | Общая длительность:  | 6:43         |

## Участники записи[8]
Converge
- Джейкоб Бэннон — вокал
- Курт Баллу — бэк-вокал, гитара, бас-гитара
- Нейт Ньютон — бэк-вокал, гитара, бас-гитара
- Бен Коллер — ударные, перкуссия

Производственный персонал
- Курт Баллу — продюсер, звукоинженер, сведение
- Роберт Чизман — ассистент звукоинженера
- Алекс Гарсия-Ривера — барабанный техник
- Алан Душес — мастеринг

Художественное оформление
- Джейкоб Бэннон — художественное оформление, дизайн и иллюстрации